# Кхмерский язык
Кхме́рский язы́к (ភាសាខ្មែរ [pʰiːˈəsaː kʰmaːe] пхеаса кмае, формально ខេមរភាសា [kʰeː.maʔˈraʔ pʰiə.ˈsaː] кхемара пхеаса) — язык кхмеров, основной язык Камбоджи, один из крупнейших австроазиатских языков. Относится к мон-кхмерским языкам, внутри которых образует отдельную группу.
Кхмерский отличается от большинства языков окружающих народов (в частности, тайского, лаосского и вьетнамского) тем, что он не является тоновым языком, но, как и языки окружающих народов, является преимущественно изолирующим.
Кхмерский язык использует письменность на основе кхмерского алфавита.

## Диалекты

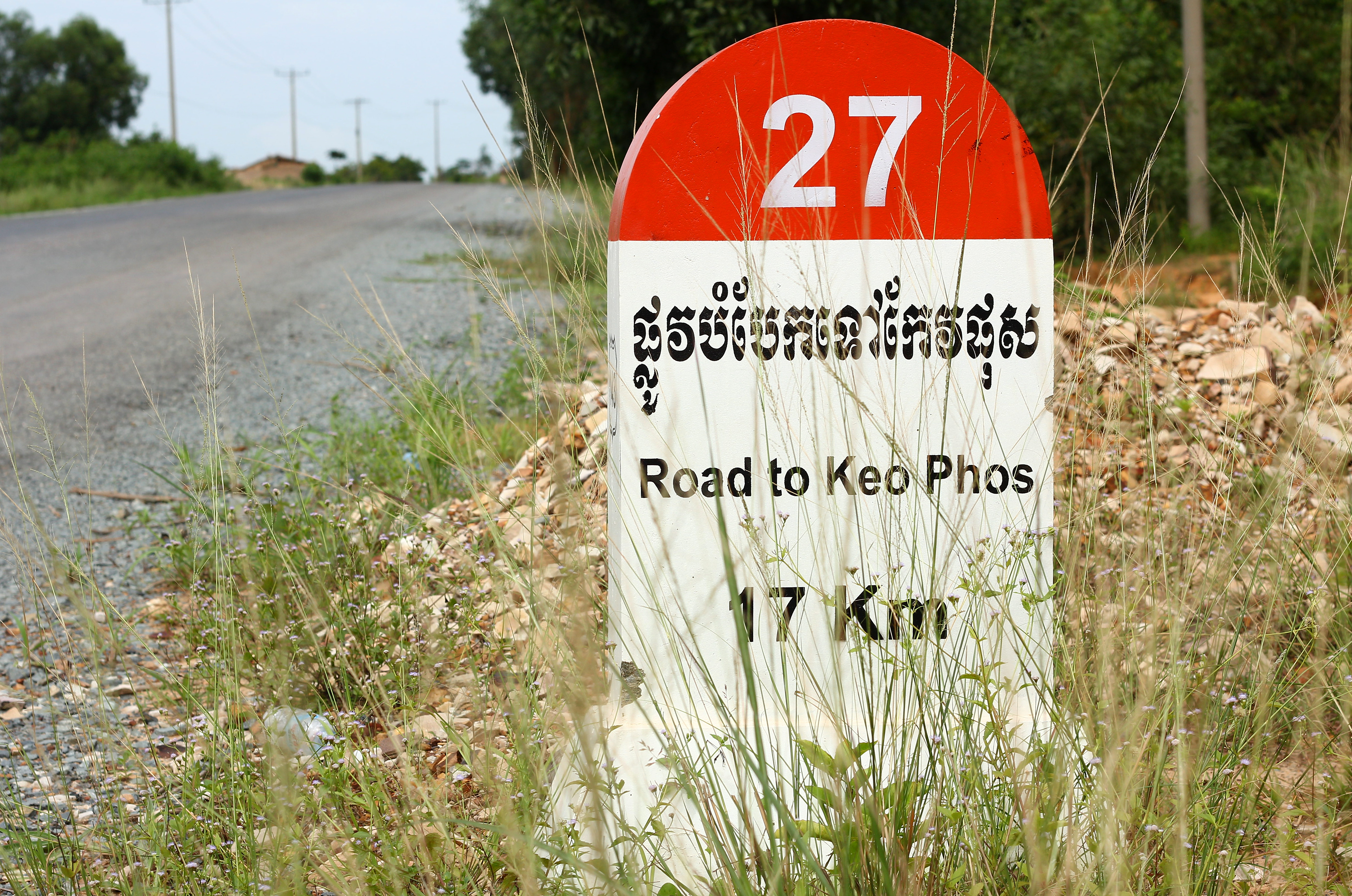
Двуязычный дорожный указатель в Камбодже

Диалектные различия в кхмерском языке достаточно выражены. Существенные различия в языке имеются между говорящими в Пномпене (столице), в сельской местности (например, в провинции Баттамбанг), в северо-восточных провинциях Таиланда, прилегающих к территории Камбоджи, таких как Сурин, в Кардамоновых горах и в Южном Вьетнаме. Диалекты образуют диалектный континуум с севера на юг. Стандартный кхмерский язык понимают везде, но житель Южного Вьетнама (кхмер кром) с трудом поймёт жителя провинции Сисакет в Таиланде.
На северном кхмерском диалекте говорят в Таиланде, по-кхмерски его называют кхмае-сорын (ខ្មែរសុរិន្ទ «суринский кхмерский»). Некоторые лингвисты считают его отдельным языком, хотя он и начал отделяться от стандартного кхмерского всего 200 лет назад. В диалекте имеются значительные отличия от стандартного языка в произношении, лексике, в распределении согласных. Конечное /r/, которое стало немым в других кхмерских диалектах, в северном кхмерском произносится.
В западном кхмерском диалекте, на котором говорит небольшое количество людей, живущих в Кардамоновых горах, сохранились вокальные регистры, которые исчезли в других кхмерских диалектах.

## Фонетика

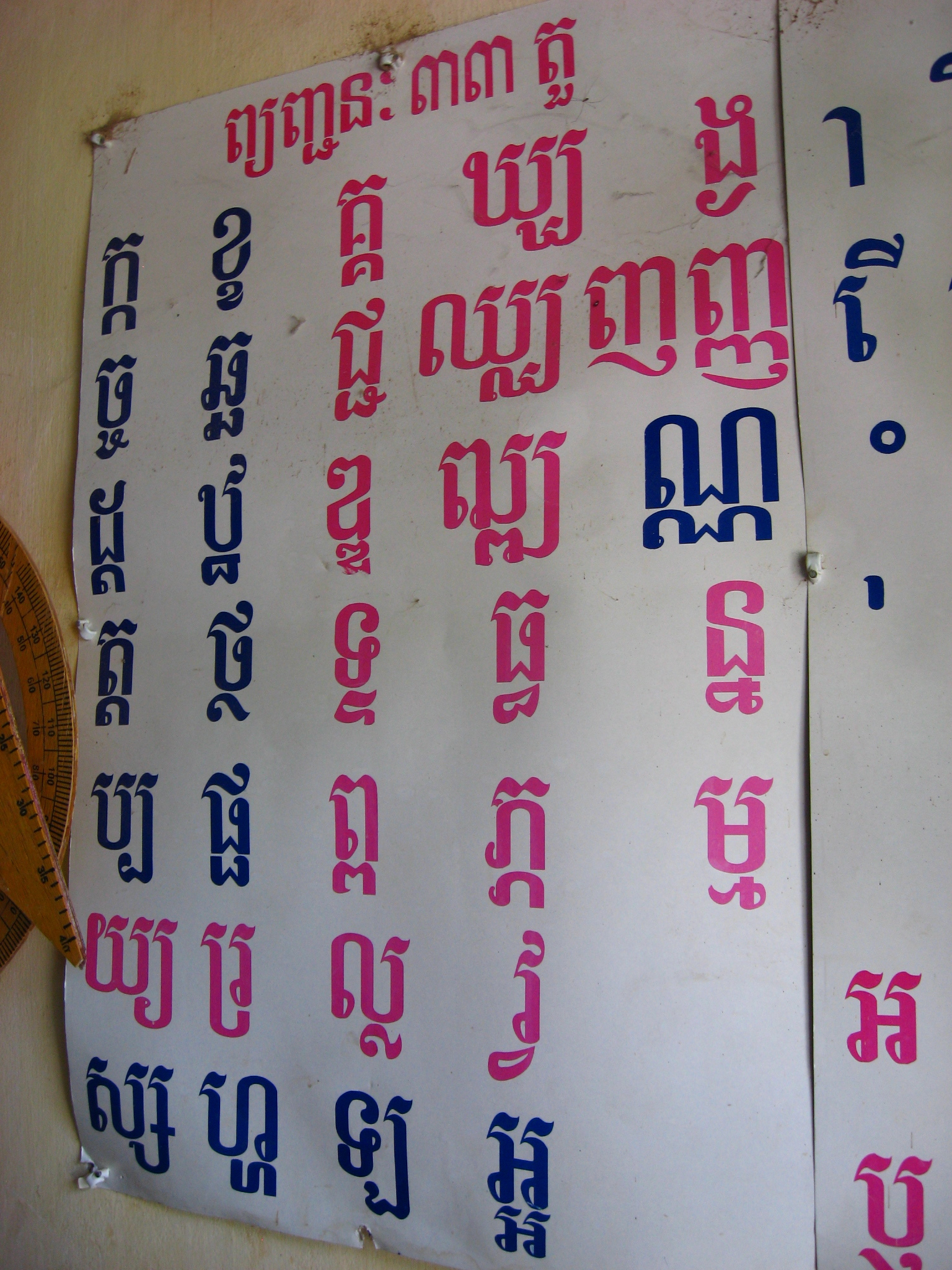
Плакат с кхмерским шрифтом в школе, Баттамбанг, Камбоджа

### Гласные
По данным исследователя Ю. А. Горгониева, в кхмерском языке насчитывается 29 гласных фонем, часть которых представлена простыми гласными, часть — дифтонгами. Некоторые гласные отличаются друг от друга только одной долготой или краткостью. Таким образом, долгота и краткость гласных в кхмерском языке играет смыслоразличительную роль.
Специфической чертой кхмерских гласных является наличие двух серий гласных — ɑː и ɔː. Первая серия характеризуется большей степенью открытости и способностью гласных без начальных согласных образовывать слоги.
Все дифтонги в кхмерском языке нисходящие, то есть с ударением на первой части.
О количестве и фонологических особенностях кхмерских гласных единого мнения не существует Причиной этого является отсутствие политической централизации, в результате чего стандартный кхмерский язык не является преобладающим по всей стране. К примеру, у жителей даже одной и той же коммуны (кхум) могут наблюдаться различные фонологические особенности. Примером этого явления служат две таблицы, представленные ниже:
| Долгие гласные   | iː | eː | ɛː | ɨː | əː |    | aː | uː | oː | ɔː |
| Краткие гласные  | i  | e  |    | ɨ  | ə  | ɐ  | a  | u  | o  |    |
| Долгие дифтонги  | iə̯ | ei̯ | ɐe̯ | ɨə̯ | əɨ̯ | ɐə̯ | ao̯ | uə̯ | ou̯ | ɔə̯ |
| Краткие дифтонги |    | eə̯̆ |    |    |    |    |    | uə̯̆ | oə̯̆ |    |

| Долгие гласные   | iː | e̝ː | eː | ɛː | ɯː | ə̝ː | əː | aː | uː | o̝ː | oː | ɔː |
| Краткие гласные  | i  | e  | e  | ɛ  | ɯ  | ə  | ə  | a  | u  | o  | o  | ɔ  |
| Долгие дифтонги  | iə̯ | aɛ̯ | aɛ̯ | aɛ̯ |    |    |    | aə̯ | o̞u̯ | o̞u̯ | o̞u̯ | ao̯ |
| Краткие дифтонги |    |    |    | ɛə̯ |    |    |    |    |    |    |    | ʷɔ |

Точное количество и фонетические особенности гласных варьируются от диалекта к диалекту.

### Согласные
|                         | Губные | Зубные | Палатальные | Велярные | Гортанные |
| ----------------------- | ------ | ------ | ----------- | -------- | --------- |
| Глухие придыхательные   | pʰ     | tʰ     | cʰ          | kʰ       |           |
| Глухие непридыхательные | p      | t      | c           | k        | ʔ         |
| Имплозивные             | ɓ      | ɗ      |             |          |           |
| Назальные               | m      | n      | ɲ           | ŋ        |           |
| Плавные                 |        | r l    |             |          |           |
| Фрикативные             |        | s      |             |          | h         |
| Аппроксиманты           | ʋ      |        | j           |          |           |

### Структура слога
Кхмерские слова в основном являются односложными либо «полуторасложными» (англ. sesquisyllabic), ударным является последний слог. «Полуторасложные» слова фонетически являются двусложными, однако гласный первого слога в значительной мере редуцируется. Все двусложные слова являются либо заимствованиями, либо результатом аффиксации посредством непродуктивного морфологического процесса. Существует 85 возможных стечений двух согласных в начале слога и два стечения из трёх согласных с фонетическими изменениями (см. таблицу):
|   | p    | ɓ  | t    | ɗ   | c   | k    | ʔ   | m    | n    | ɲ    | ŋ    | j    | l    | r   | s   | h   | ʋ    |
| - | ---- | -- | ---- | --- | --- | ---- | --- | ---- | ---- | ---- | ---- | ---- | ---- | --- | --- | --- | ---- |
| p |      |    | pʰt- | pɗ- | pʰc | pʰk- | pʔ- |      | pʰn- | pʰɲ- | pʰŋ- | pʰj- | pʰl- | pr- | ps- |     |      |
| t | tʰp- | tɓ |      |     |     | tʰk- | tʔ- | tʰm- | tʰn- |      | tʰŋ- | tʰj- | tʰl- | tr- |     |     | tʰʋ  |
| c | cʰp- | cɓ |      |     |     | cʰk- | cʔ- | cʰm- | cʰn- |      | cʰŋ- |      | cʰl- | cr- |     |     | cʰʋ- |
| k | kʰp- | kɓ | kʰt- | kɗ- | kʰc |      | kʔ- | kʰm- | kʰn- | kʰɲ- | kŋ-  | kʰj- | kʰl- | kr- | ks- |     | kʰʋ- |
| s | sp-  | sɓ | st-  | sɗ- |     | sk-  | sʔ- | sm-  | sn-  | sɲ-  | sŋ-  |      | sl-  | sr- |     |     | sʋ   |
| ʔ |      |    |      |     |     |      |     |      |      |      |      |      |      |     |     |     | ʔʋ-  |
| m |      |    | mt-  | mɗ- | mc  |      | mʔ- |      | mʰn- | mʰɲ- |      |      | ml-  | mr- | ms- | mh- |      |
| l | lp-  | lɓ |      |     |     | lk-  | lʔ- | lm-  |      |      | lŋ-  |      |      |     |     | lh- | lʋ-  |

В слоге за одним из этих согласных или стечений согласных следует ядро, состоящее из гласного или дифтонга.
В случае, если ядро состоит из краткого гласного, в слоге присутствует конечный согласный. В роли конечных согласных могут выступать звуки /p, t, c, k, ʔ, m, n, ɲ, ŋ, l, h, j, ʋ/. Звуки /h/ и /ʋ/ в конце слога превращаются соответственно в [ç] и [w]. Наиболее часто встречающаяся структура слова в кхмерском языке — описанный выше полный слог, которому предшествует безударный слог, состоящий из согласного (C) и гласного (V): CV-, CrV-, CVN- или CrVN-, где N обозначает любой назальный звук кхмерского языка. Слова могут также состоять из двух полных слогов. В этом случае гласный безударного слога, как правило, редуцируется и превращается в [ə]. Тем не менее в медленной или официальной речи на радио и телевидении все звуки произносятся отчётливо.
Слова, состоящие из трёх и более слогов, чаще всего являются заимствованиями из пали, санскрита или французского языка (в более позднее время). В основном такие слова описывают предметы и явления науки, искусства и религии.

### Цифры
| Кхмерская цифра | Лаосская цифра | Тайская цифра | Бирманская цифра | Арабская цифра |
| --------------- | -------------- | ------------- | ---------------- | -------------- |
| ១               | ໑              | ๑             | ၁                | 1              |
| ២               | ໒              | ๒             | ၂                | 2              |
| ៣               | ໓              | ๓             | ၃                | 3              |
| ៤               | ໔              | ๔             | ၄                | 4              |
| ៥               | ໕              | ๕             | ၅                | 5              |
| ៦               | ໖              | ๖             | ၆                | 6              |
| ៧               | ໗              | ๗             | ၇                | 7              |
| ៨               | ແປດ            | ๘             | ၈                | 8              |
| ៩               | ໙              | ๙             | ၉                | 9              |
| ០               | ໐              | ๐             | ၀                | 0              |

## Грамматика
Кхмерский язык имеет типологию SVO (субъект — предикат — объект) с предлогами. Язык преимущественно изолирующий, однако широко распространено словообразование с помощью префиксов и инфиксов. Прилагательные, указательные местоимения и числительные следуют за определяемым существительным:
ស្រីស្អាតនោះ [srəj sʔa:t nuh] (девушка + красивый + тот) = та красивая девушка
Существительное не имеет грамматического рода и не различается по числам. «Множественность» может обозначаться с помощью частиц-послелогов, числительных, или с помощью удвоения. Удвоение прилагательного служит для обозначения интенсификации признака:
ឆ្កែធំ /cʰkae tʰom/ (собака + большой) = большая собака
ឆ្កែធំៗ /cʰkae tʰom tʰom/ (собака + большой + большой) = очень большая собака ИЛИ большие собаки
ឆ្កែធំណាស់ /cʰkae tʰom nah/ (собака + большой + очень) = очень большая собака
ឆ្កែពីរ /cʰkae pi:/ (собака + два) = две собаки
В кхмерском языке существуют классификаторы — счётные слова для существительных, однако их употребление не всегда обязательно. Как и в большинстве других восточноазиатских языков, глагол не изменяется: время и вид выражаются либо частицами, либо наречиями, либо понимаются по контексту. Глагольное отрицание выражается при помощи частицы /min/ перед глаголом и /teː/ в конце предложения или фразы. В обычной речи глаголы могут отрицаться без конечной частицы при помощи частицы /ʔɐt/ перед глаголом.
ខ្ញុំជឿ /kʰɲom cɨə/ — я верю
ខ្ញុំមិនជឿទេ /kʰɲom min cɨə teː/ — я не верю
ខ្ញុំឥតជឿ /kʰɲom ʔɐt cɨə/ — я не верю

## Кхмерская Википедия
Существует раздел Википедии на кхмерском языке («Кхмерская Википедия»), первая правка в нём была сделана в 2002 году. По состоянию на 10:24 (UTC) 16 июля 2025 года раздел содержит 11 561 статью (общее число страниц — 36 374); в нём зарегистрировано 46 345 участников, двое из них имеют статус администратора; 62 участника совершили какие-либо действия за последние 30 дней; общее число правок за время существования раздела составляет 323 469.